# Бобохидзе, Акакий
Акакий Бобохидзе (груз. აკაკი ბობოხიძე, род. 14 сентября 1964, Кведа-Горди, Грузинская ССР) — грузинский математик, государственный и политический деятель. Депутат парламента Грузии II, III, IV, V, VI созывов (с 2001 года). Член Верховного Совета Грузии (1990-1991). Губернатор Имеритии (2005, 2006-2008). Генеральный секретарь "Европейской Грузии".

## Биография
Родился 14 сентября 1964 года в Кведа-Горди, Хонийского района, Грузинской ССР.
Среднее образование получил в Кутаиси. В 1981 году окончил обучение в физико-математической школе-интернате Чоми. Высшее образование получил окончив в 1986 году Тбилисский государственный университет по специальности «математика».
С 1986 по 1987 годы работал учителем физики и математики в средней школе имени Цулукидзе. С 1988 по 1990 годы работал на кафедре математики Кутаисского государственного политехнического института.
С 1990 по 1991 годы являлся членом Верховного Совета Республики Грузия первого созыва. 9 апреля 1991 года принял участие в подписании акта о восстановлении государственной независимости Грузии. В 1992 году работал в Государственном совете Республики Грузия. С 1992 по 1995 годы был депутатом парламента Грузии по партийному списку избирательного блока "11 октября".
С 1998 по 2001 годы работал в аппарате народного защитника Грузии. В 2001 году в результате дополнительных выборов стал депутатом парламента Грузии 2-го созыва по мажоритарному округу Хони. С 2004 по 2005 годы являлся депутатом парламента Грузии 3-го созыва по партийному списку избирательного блока "Национальное движение-демократы".
С сентября по декабрь 2005 года был назначен и исполнял обязанности представителя государства в регионе Имерети. С февраля по ноябрь 2006 года работал начальником департамента Национальной гвардии. В ноябре 2006 года вновь направлен на должность губернатора Имерети. Исполнял обязанности до 2008 года.
С 2008 по 2012 годы являлся депутатом парламента Грузии 4-го созыва, избирался от Кутаисского одномандатного округа в составе избирательного блока "Единое национальное движение - победитель для Грузии".
С 2012 по 2016 годы также был депутатом парламента Грузии 5-го созыва, избирался по мажоритарному округу Цхалтубо в составе избирательного блока "Единое национальное движение - "больше пользы людям". Бобохидзе являлся председателем фракции в парламенте 5-го созыва.
С 2016 по 2020 годы избирался депутатом парламента Грузии 6-го созыва по партийному списку от избирательного блока "Единое национальное движение". 27 мая 2017 года он стал членом Политического совета политического союза граждан "Европейская Грузия – движение за свободу". 10 апреля 2021 года избран генеральным секретарем "Европейской Грузии".

## Скандал
В ходе проведения 26-й сессии Международной ассамблеи православия Акакий Бобохидзе, обратился выкриками к российской делегации, прокричав «Я убивал ваших, убиваю и буду убивать». После этого инцидента председатель Следственного комитета Российской Федерации Александр Бастрыкин организовал проверку депутата парламента Грузии Акакия Бобохидзе «к преступлениям против российских граждан в период с 1992 по 2019 годы».
Был инициатором подрыва "Мемориала Славы" в память о Великой Отечественной войне в городе Кутаиси.